# Charles Edwards (Politiker)
Sir Charles Edwards PC (* 19. Februar 1867; † 15. Juni 1954) war ein britischer Politiker der Labour Party, der unter anderem zwischen 1918 und 1950 Mitglied des Unterhauses (House of Commons) war.

## Leben
Edwards wurde als Kandidat der Labour Party bei der Wahl vom 14. Dezember 1918 erstmals zum Mitglied des Unterhauses (House of Commons) gewählt und vertrat in diesem bis zum 23. Februar 1950 den Wahlkreis Bedwellty. Während der zweiten Regierung von Liste der britischen Premierminister Ramsay MacDonald fungierte er zwischen 1929 und 1931 als Lord Commissioner of the Treasury und war im Anschluss von 1931 bis 1942 Erster Parlamentarischer Geschäftsführer (Chief Whip) der Fraktion der Labour Party im Unterhaus. Am 10. Juli 1935 wurde er als Knight Bachelor („Sir“) geadelt.
In der Kriegsregierung von Premierminister Winston Churchill fungierte Edwards vom 17. Mai 1940 bis 12. März 1942 als Parlamentarischer Staatssekretär im Schatzamt (Parliamentary Secretary to the Treasury). Am 7. Juni 1940 wurde er zudem Mitglied des Geheimen Kronrates (Privy Council).